# Pardosa mtugensis
Pardosa mtugensis là một loài nhện trong họ Lycosidae.
Loài này thuộc chi Pardosa. Pardosa mtugensis được Embrik Strand miêu tả năm 1908.